# Palm Valley (Florida)
Palm Valley ist  ein census-designated place (CDP) im St. Johns County im US-Bundesstaat Florida mit 21.827 Einwohnern (Stand: 2020). 

## Geographie
Palm Valley liegt auf einer Barriereinsel zwischen dem Intracoastal Waterway und dem Atlantik an der Ostküste Floridas. Der CDP grenzt im Norden direkt an die Städte Jacksonville und Jacksonville Beach, liegt rund 30 km nördlich von St. Augustine und wird von der Florida State Road A1A durchquert.

## Demographische Daten
Laut der Volkszählung 2010 verteilten sich die damaligen 20.019 Einwohner auf 9.611 Haushalte. Die Bevölkerungsdichte lag bei 576,9 Einw./km². 94,8 % der Bevölkerung bezeichneten sich als Weiße, 1,3 % als Afroamerikaner, 0,2 % als Indianer und 1,8 % als Asian Americans. 0,6 % gaben die Angehörigkeit zu einer anderen Ethnie und 1,3 % zu mehreren Ethnien an. 3,8 % der Bevölkerung bestand aus Hispanics oder Latinos.
Im Jahr 2010 lebten in 27,8 % aller Haushalte Kinder unter 18 Jahren sowie 28,0 % aller Haushalte Personen mit mindestens 65 Jahren. 66,4 % der Haushalte waren Familienhaushalte (bestehend aus verheirateten Paaren mit oder ohne Nachkommen bzw. einem Elternteil mit Nachkomme). Die durchschnittliche Größe eines Haushalts lag bei 2,33 Personen und die durchschnittliche Familiengröße bei 2,86 Personen.
23,4 % der Bevölkerung waren jünger als 20 Jahre, 17,3 % waren 20 bis 39 Jahre alt, 34,4 % waren 40 bis 59 Jahre alt und 24,9 % waren mindestens 60 Jahre alt. Das mittlere Alter betrug 47 Jahre. 47,6 % der Bevölkerung waren männlich und 52,4 % weiblich.
Das durchschnittliche Jahreseinkommen lag bei 82.656 $, dabei lebten 6,2 % der Bevölkerung unter der Armutsgrenze.
Im Jahr 2000 war Englisch die Muttersprache von 95,66 % der Bevölkerung, Spanisch sprachen 3,12 % und 1,22 % hatten eine andere Muttersprache.